# سونیای سرخ (فیلم ۱۹۸۵)
سونیای سرخ (به انگلیسی: Red Sonja) یک فیلم حماسی آمریکایی درسبک شمشیر و جادوگری به کارگردانی ریچارد فلایشر، نویسندگی کلایو اکستن و جرج مک‌دونالد فریزر و تهیه‌کنندگی کریستین فری محصول سال ۱۹۸۵ میلادی است. این فیلم با الهام از شخصیت رد سونیا از روگاتینو اثر رابرت هاوارد ساخته شده است، که همچنین خود آن الهام بخش شخصیت کمیکی به همین نام است که توسط روی توماس و بری وینزر-اسمیت خلق شده است. بریگیته نیلسن در نقش اصلی در کنار ساندال برگمن، پال ال. اسمیت، رونالد لیسی و آرنولد شوارتزنگر در این فیلم بازی می‌کنند.
پر این فیلم
این فیلم بریگینه نیلسن را به عنوان شخصیت اصلی معرفی می‌کند و آرنولد شوارتزنگر، ساندال برگمن، پال ال. اسمیت و رونالد لیسی در نقش‌های فرعی بازی می‌کنند. همانند فیلم کانن هاوارد، سونجا سرخ در عصر هیبوری اتفاق می‌افتد، دورانی تخیلی ماقبل تاریخ که قبلاً در فیلم‌های کونان بربر (۱۹۸۲) و کونان ویرانگر (۱۹۸۴) به تصویر کشیده شده بود.
این فیلم در ۳ ژوئیه ۱۹۸۵ در ایالات متحده اکران شد. پس از اکران، فیلم یک شکست انتقادی و تجاری بود و با بودجه ۱۷٫۹ میلیون دلاری به فروش ۶٫۹ میلیون دلاری دست یافت.

## داستان
زنی مبارز تلاش می‌کند یک گوی جادویی را از ملکه‌ای شیطانی پس بگیرد. او به خود قول داده است انتقام قتل خانواده‌اش را بگیرد…

## بازیگران
- بریگیته نیلسن در نقش سونیای سرخ
- آرنولد شوارتزنگر در نقش لرد کالیدور
- ساندال برگمن
- پال ال. اسمیت در نقش فالکون
- ارنی ریس جونیور
- رونالد لیسی
- پت روچ
- تری ریچاردز
- جانت آگرن در نقش وارنا، خواهر سونیا
- دانا اوستربوهر
- لارا ناشینسکی
- هانس میر در نقش پدر سونیای سرخ
- فرانچسکا رومانا کولوتزی در نقش مادر سونیای سرخ
- استافانو ماریا میونی در نقش (برادر سونیای سرخ)
- تات لمکوف در نقش جادوگر
- کیوشی یاماساکی
- تاد هورینو در نقش استاد شمشیرزنی
- اسون-اوله تورسن

### جوایز و نامزدها
| جایزه            | رده                       | موضوع         | نتیجه    |
| ---------------- | ------------------------- | ------------- | -------- |
| جایزه تمشک طلایی | بدترین بازیگر زن          | بریگیته نیلسن | نامزدشده |
| جایزه تمشک طلایی | بدترین ستاره جدید         | بریگیته نیلسن | پیروز    |
| جایزه تمشک طلایی | بدترین بازیگر نقش مکمل زن | ساندال برگمن  | نامزدشده |

## بازخوردها
- این فیلم به‌طور کلی نقدهای منفی از منتقدان دریافت کرد.[۴]
- در راتن تومیتوز بر اساس رای ۲۸ نقد، امتیاز ۲۱٪ را به فیلم داد، با اجماع منتقدان سایت، «کسل کننده، با کارگردانی ضعیف، و بد نویسندگی، این فیلم یک نتیجه غیر الهام بخش از سه گانه بربر شوارتزنگر است.»[۵]
- در متاکریتیک، این فیلم بر اساس نقدهای ۶ منتقد، امتیاز ۳۵ درصد را به خود اختصاص داده است که نشان دهنده «بررسی‌های عموماً نامطلوب» است.[۶]

## بازسازی فیلم
- سونیای سرخ (فیلم ۲۰۲۵)